# محمد قمبر
محمد قمبر (مواليد 30 ديسمبر 1987 في البحرين) هو لاعب كرة قدم بحريني يجيد اللعب في مركز المهاجم. يلعب حاليا لصالح الحد الذي ينافس في الدوري البحريني الممتاز منذ 2005.